# Indosinia involucrata
Indosinia involucrata är en tvåhjärtbladig växtart som först beskrevs av François Gagnepain, och fick sitt nu gällande namn av Jules Eugène Vidal. Indosinia involucrata ingår i släktet Indosinia och familjen Ochnaceae. Inga underarter finns listade i Catalogue of Life.